# Comuna Hoptînți, Horodok
Hoptînți (în ucraineană Хоптинці) este o comună în raionul Horodok, regiunea Hmelnîțkîi, Ucraina, formată din satele Andriivka, Hoptînți (reședința), Kumaniv, Pidlisnîi Veseleț și Vîhnanka.

## Demografie
Componența lingvistică a comunei Hoptînți
     Ucraineană (98,86%)
     Alte limbi (1,15%)
Conform recensământului din 2001, majoritatea populației comunei Hoptînți era vorbitoare de ucraineană (98,86%), existând în minoritate și vorbitori de alte limbi.